# Boleman István (orvos)
Boleman István (Selmecbánya, 1839. március 11. – Selmecbánya, 1905. január 25.) orvostudor, Besztercebánya és Bars megye tiszteletbeli főorvosa, Vihnye fürdőorvosa, királyi tanácsos. Boleman Géza gépészmérnök apja.

## Élete
Bécsben végezte az egyetemet és ott nyert orvostudori oklevelet; azután mint kincstári bányaorvos működött Vihnyén, ahol 1875-től a fürdő fölvirágzására fordította minden munkálkodását. 1890-ben az újonnan alakult Magyar Balneológiai Egyesület szűkebb vezetőségének tagja lett. Selmecbányán lakott.

## Munkái
- Vihnye vastartalmú hévviz Barsmegyében. Egy helyrajzi térképpel. Selmecz, 1878.
- A fürdőtan kézikönyve. Igló, 1884.
- Fürdőtan, különös tekintettel a magyarhoni gyógyhelyekre. Bpest, 1887. (Ism. Bud. Szemle I. kötet, Orvosi Hetilap. 1888.)
- A balatonparti fürdők és üdülőhelyek leírása. Bpest, 1900.